# شوتزا
تعني كلمة Schütze بالألمانية "rifleman" أو "shooter"،  أو بعبارات قديمة تعني في الأصل «آرتشر» قبل ظهور البندقية. الكلمة نفسها مستمدة من الكلمة الألمانية شوتزن، التي تعني الحماية أو الحراسة. تم استخدامه في الأصل للرماة لأنها تحمي جدران القلعة.   

## نظرة عامة

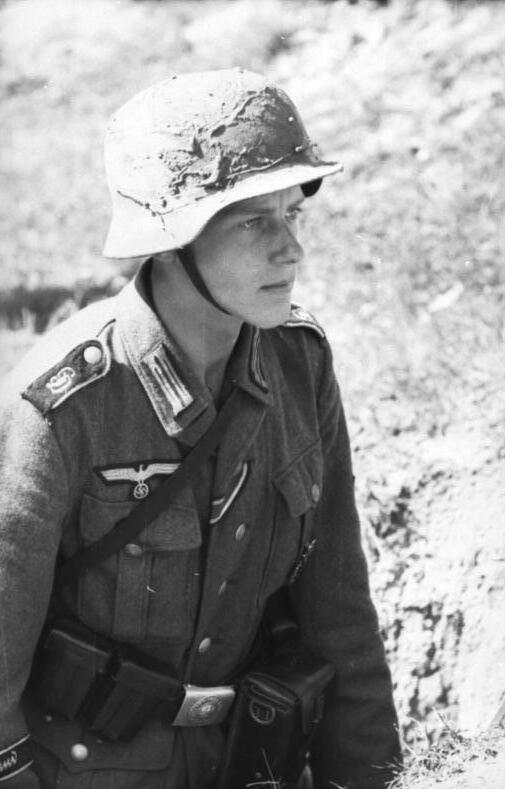
Schütze Div. Großdeutschland (1943)

رتبة في القوات المسلحة لألمانيا في الحرب العالمية الأولى حتى عام 1918، كانت تستخدم لأدنى صفوف المجندين في سلاح رشاش وبعض قوات النخبة. 
رتب شارات شوتزا فيالفيرماخت حتى عام 1945

| الطوق | حزام الكتف | شارة كم (الذراع اليسرى) |             | ما يعادلها |
|       |            | ---                     | شوتز (OR-1) |            |

## الحرب العالمية الثانية
خلال الحرب العالمية الثانية، أصبحت أيضًا رتبة في فافن إس إس.  يشار إلى الفروع الأخرى لالس إس برتبة مان. 
شارة رتبة شوتز لفافن إس إس

- حزام الكتف في Feldgrau (جميع الرتب الأخرى المدرجة من OR-1 إلى OR-3 من Waffen-SS)
- بقع Gorget

## شوتزا في العصر الحديث
يحافظ الجيش الألماني الحالي على شوتز على أنه أدنى درجة لمجند، مع رمز رتبة الناتو OR-1. A Schütze المرتبة أدناه جيفرايتر وهو ما يعادل (OR-2)؛ أي ما يعادل الدرجة الأولى الخاصة كونها أوباغيفايتا أو جيفرايتر. 